# Dusona pauliani
Dusona pauliani är en stekelart som först beskrevs av Pierre L. G. Benoit 1957.  Dusona pauliani ingår i släktet Dusona och familjen brokparasitsteklar. Inga underarter finns listade i Catalogue of Life.